# 黃蘭生
黃蘭生，JP（Wong Lan-sang，1872年—1935年2月27日），香港出生，籍貫廣東惠陽，是20世紀初期一位香港九龍華人商紳，經營油麻地至香港島的渡輪航線。

## 生平
黃蘭生出生於1872年，是九龍芒角村村民，父親從廣東惠陽移居九龍，原在當地務農為生。黃蘭生成年後，在油麻地開設雜貨店，經營糖果和汽水貿易，他哥哥黃壽富則經營蔬果批發生意。
1902年，他在屈臣氏一名銀師的財務支持下成立泰恩輪船公司（Tai Yan Steam Launch Company），開辦一條來往油麻地和維多利亞城的渡海小輪航線，是香港首條由華人開辦的渡海航線。航線有4艘渡輪，按固定時間表航行，當時船費會每程兩毫。20世紀初，港內線渡輪沒有規管，競爭劇烈，泰恩輪船與多家輪船公司抗衡。經歷多次減價戰和結盟，泰恩輪船業務轉虧為盈。至1911年，黃蘭生領導的聯盟船隊已有12家輪船公司參與。聯盟船隊亦有開辦來往深水埗、旺角和維多利亞城的航線，成功壟斷西九龍的渡輪服務。1913年，聯盟船隊購入8艘新船以圖擴充規模，但因香港政府徵召新船參加第一次世界大戰而需繼續使用老舊的輪船提供服務。
在黃氏壟斷航線後，渡輪市場缺乏競爭，造成船費高昂、服務質素參差、渡輪老舊擠迫的現象。1914年，香港政府成立的香港渡輪委員會向政府報告，建議規管渡輪航線，引入發牌制度，一方面提升渡輪服務水平，一方面賺取專營權費用。法例草擬期間，黃氏聯盟聘用律師與政府談判但未功，輔政司施勳拒絕優待該聯盟，並認為聯盟應該解體，令市場競爭。1917年，定例局通過《渡輪條例》，授權政府規管特定航線，油麻地、旺角、深水埗三條航線公開招標。1918年，政府將三條西九龍航線批給黃的對手「九龍四約街坊輪船公司」，黃氏的渡輪王朝自此告終。1919年，泰恩輪船去信政府，抗議有關決定，並要求政府賠償損失。1923年，政府同意向黃蘭生船隊賠償75,000元。

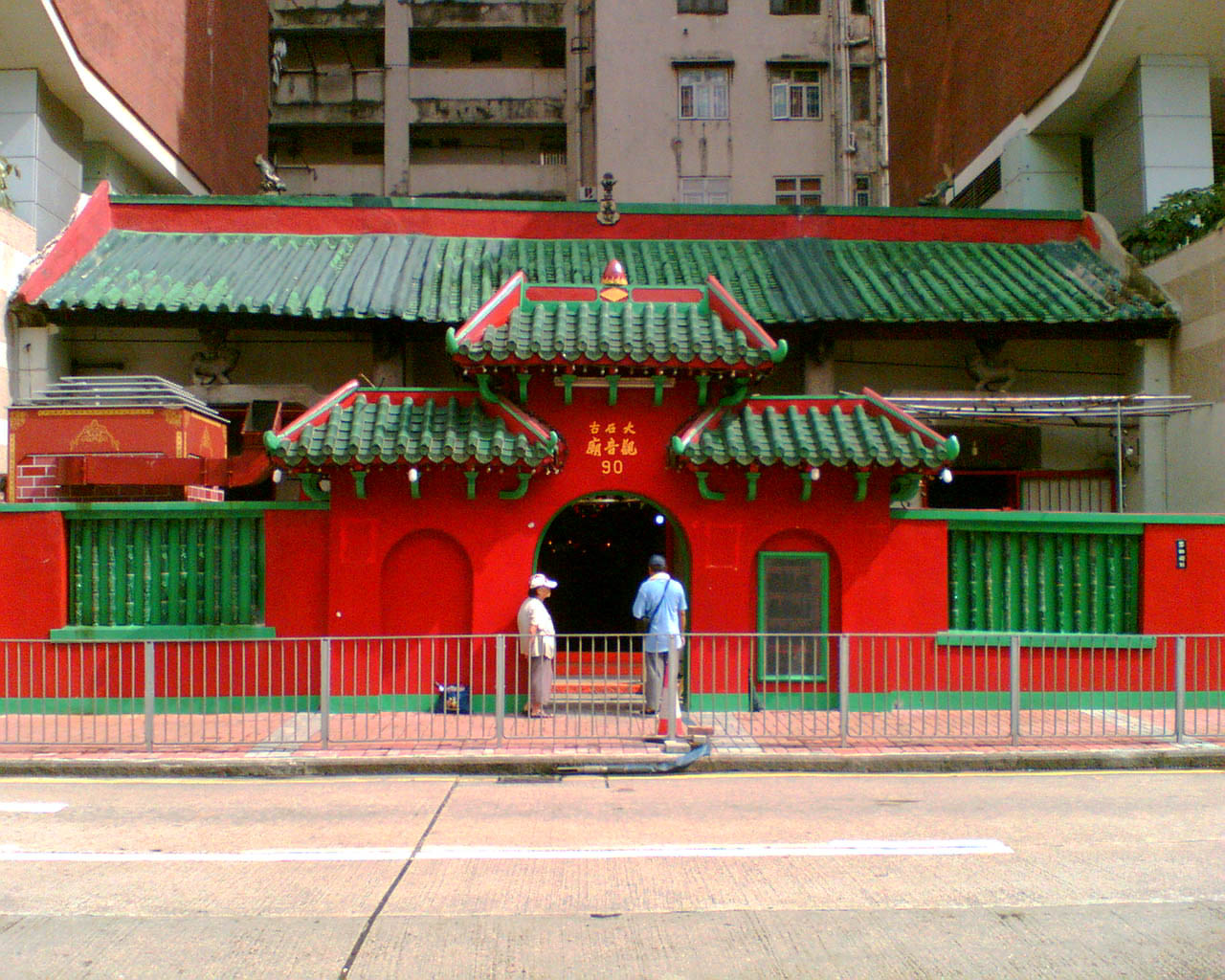
山東街水月宮

黃蘭生在渡輪界闖出名堂的同時，亦為九龍華人福利作出不少貢獻。他是大石鼓水月宮值理，水月宮由油麻地周邊各村建立，黃曾負責協助將廟宇重置到山東街的工作，亦不時捐款。他於1917年創立九龍孔聖會，亦是嗇色園前身金華別洞的創建人之一，道號為「聞覺」。他於1918年成為保良局的總理，亦曾獲港督委任為太平紳士。1924年，發生廣東三江水災，他創立惠陽救濟會，並捐出9,000港元賑濟家鄉災民。1925年省港大罷工期間，他登上即將離港的輪船，協助政府說服工人留港工作。同年，他成立黄江夏堂宗親總會。他亦曾擔任電船商會會長。
1935年，黃蘭生逝世，享年63歲。黃育有兩子黃錦雲和黃錦芬，黃錦雲曾協助他打理泰恩輪船、泰榮輪船和永興公司的渡船生意，黃錦芬是四海保險公司的買辦。